# Партизанское (Еврейская автономная область)
Партиза́нское — село в Смидовичском районе Еврейской автономной области России.

## География
Село стоит в долине реки Тунгуска (правобережье). На востоке примыкает к селу Волочаевка-1.
Партизанское расположено на автотрассе Чита — Хабаровск, рядом с селом проходит Транссибирская магистраль.
Расстояние до районного центра пос. Смидович около 52 км (на запад по автотрассе Чита — Хабаровск), расстояние до Хабаровска (на восток по автотрассе Чита — Хабаровск) около 47 км.

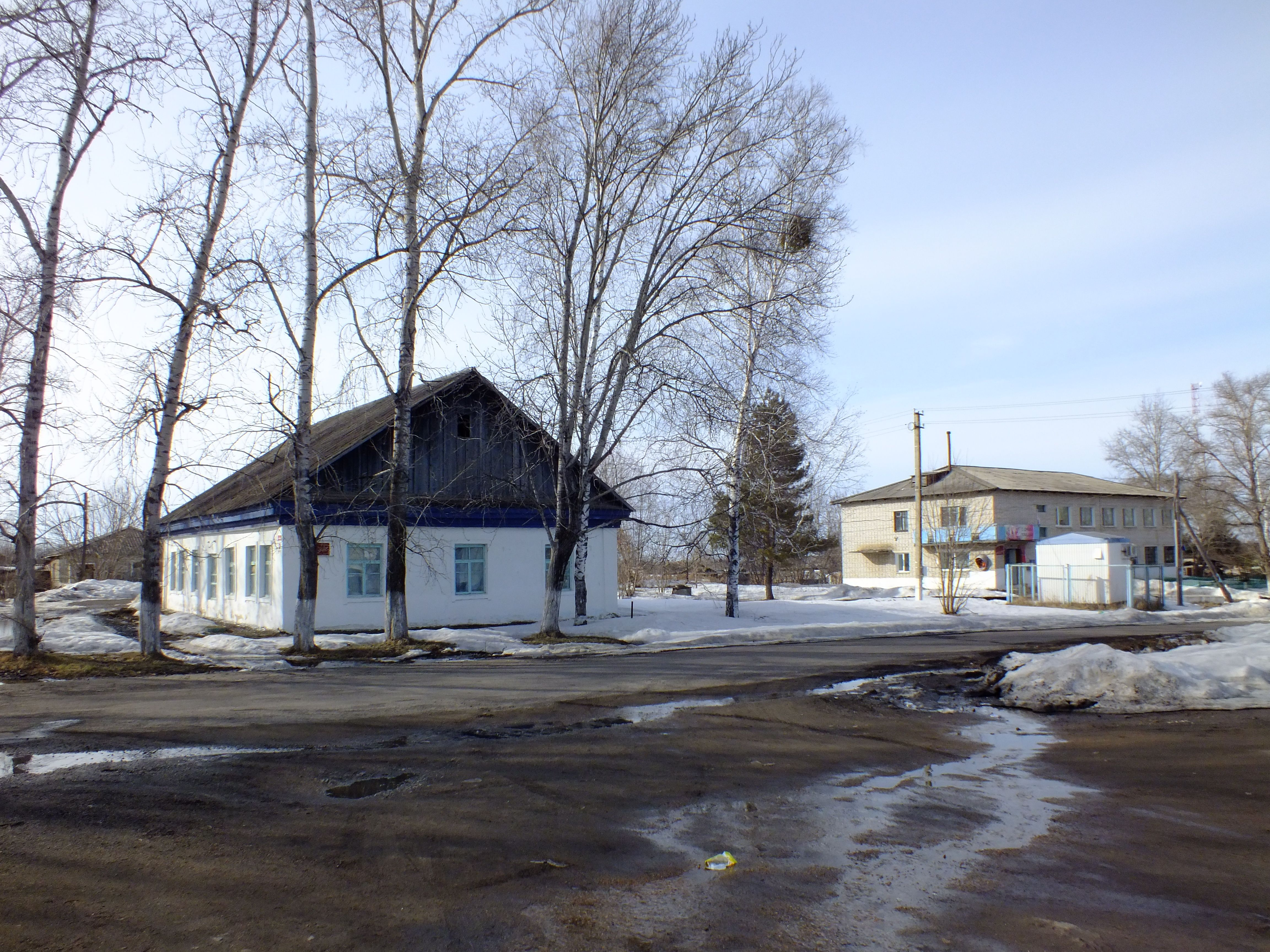
На сельской улице
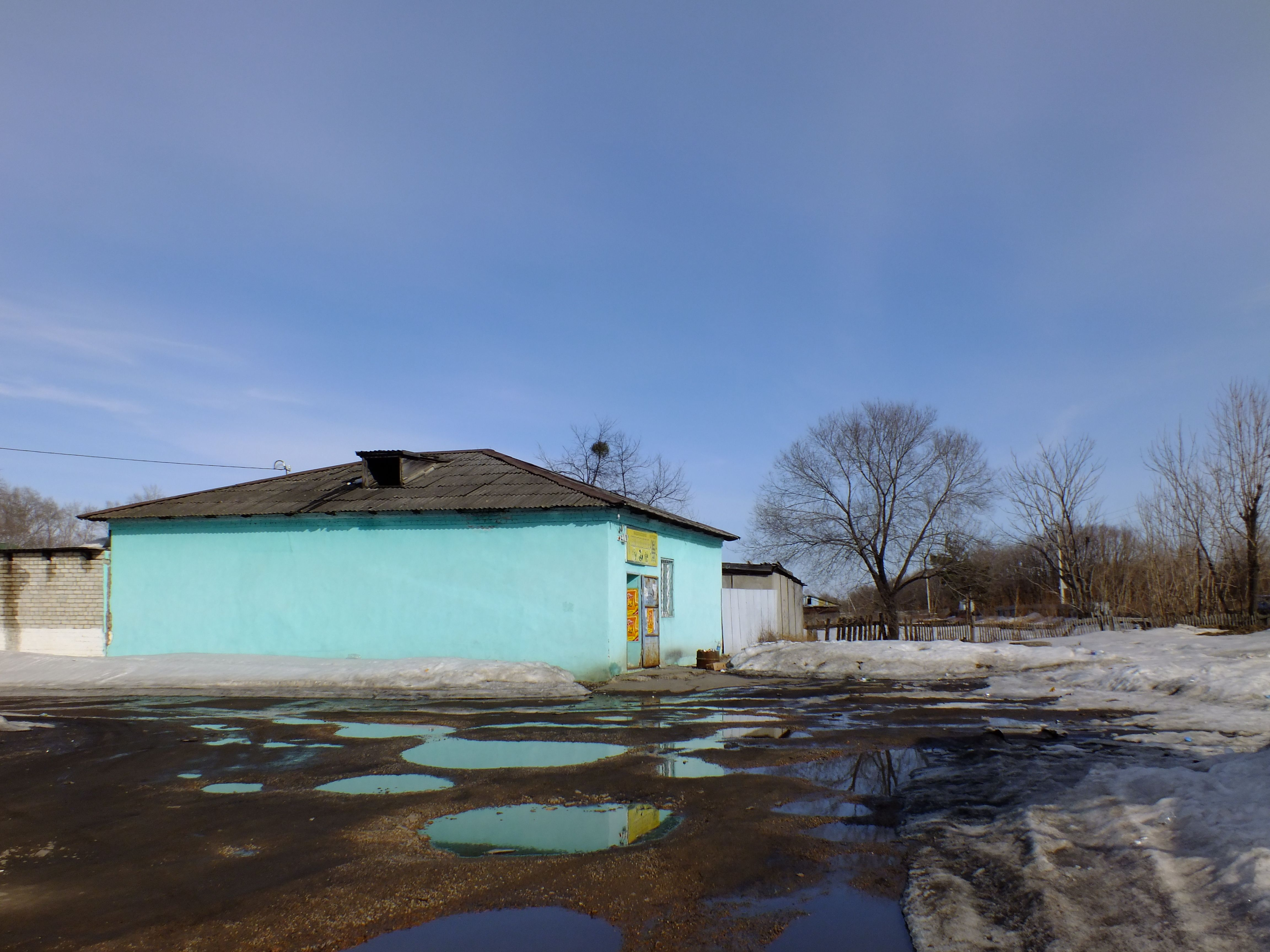
Магазин

## Население
| 2002 | 2010  |
| ---- | ----- |
| 1017 | ↗1067 |